# Dimension W
Dimension W (ディメンション ダブリュー) est un manga écrit et dessiné par Yūji Iwahara. Il est prépublié depuis septembre 2011 dans le magazine Young Gangan de l'éditeur Square Enix et est compilé en seize volumes en août 2019. La version française est publiée par Ki-oon depuis février 2014.
Une adaptation en anime produite par Studio 3Hz est diffusée entre janvier et mars 2016.

## Synopsis
En 2072, le rêve de Nikola Tesla d'un monde électrique est devenu réalité. Exit les batteries et câbles électriques devenus obsolètes, l'humanité utilise désormais des bobines électromagnétiques à énergie inépuisable appelées « coils ». Ainsi, le problème d'approvisionnement d'énergie n'en est plus un, laissant envisager un futur prospère.
Toutefois, plusieurs criminels modifient leurs coils afin d'en faire des armes redoutables. Kyoma Mabuchi, jeune homme préférant les anciennes voitures à essence (et polluantes), connaît bien les méfaits des coils et effectue une traque contre ces coils illégaux pour le compte de Mary en échange d'argent et d'essence. Un jour, au cours d'une mission, il va rencontrer Mira, un robot à l'apparence d'une jeune fille mystérieuse qui semble étroitement liée aux coils...

## Personnages
Kyoma Mabuchi (マブチ・キョーマ, Mabuchi Kyōma)
Kyoma est un ancien militaire affecté à l'unité Grendel (le loup), commando spécial. Unité créée par le docteur Yurizaki lors de la guerre, il y fera la connaissance d'Albert Schumann. Après diverses missions, lui et son unité seront victimes d'une déchirure massive de la dimension W, le laissant avec Albert comme seuls survivants. Les causes d'accidents de coil sont tenus secret par New Tesla et les souvenirs de Kyoma sont très vagues. Depuis il hait les coils qu'il tient pour responsable de ses malheurs et rejette toutes technologie alimentée par eux. Il est récupérateur de coils illégaux qui sont plus puissants (mais surtout plus dangereux) que les coils ordinaires. Ses armes de prédilection sont des aiguilles auxquelles il peut rattacher divers gadgets (fumigènes, bombes...).
Mira (ミラ)
Androïde originelle, Mira devait accueillir la fiancée de Kyoma atteint d'une paralysie totale. La transplantation n'ayant pas pu se faire elle devint la fille du docteur Sarah Yurizaki qui la baptisa Mira en rapport avec le Japonais Mirai « futur ». tous les androïdes sont des sous-produits d'elle, avec des simplification. Elle a pour but de suivre les coils illégaux et devient récupérateur avec Kyoma.
Mary (マリー)
Numéro 4
Androïde militaire ramené par Kyoma durant sa première mission pour Mary. Il devient serveur et videur pour le compte de Mary et sera détruit par Roowaï pour prévenir les récupérateurs pour l'expédition de l'île de Pâques.
Albert Schumann (アルベルト・シューマン, Aruberuto Shūman)
Ancien membre des fauves de Grendel (le lynx), Albert Schumann est un tireur d'élite reconverti comme directeur de l'unité d'élite de New Tesla (Q.I). Camarade de Kyoma, il lui confiera plusieurs missions et de l'aide en temps voulu. Il recherche comme Kyoma la vérité sur l'île de Pâques et sur ses camarades.
Looser (ゆるい, Yurui)
Looser est un gentleman cambrioleur qui doit son surnom au fait qu'il n'a jamais réussi un seul de ses casses. En réalité à chaque fois il est parvenu à dérober un coil de première génération, un "number".

## Manga
La série a débuté le 16 septembre 2011 dans le magazine Young Gangan. Le premier volume relié est publié par Square Enix le 25 avril 2012. La version française est publiée par Ki-oon depuis février 2014.

### Liste des volumes
| no | Japonais          | Japonais          | Français        | Français          |
| no | Date de sortie    | ISBN              | Date de sortie  | ISBN              |
| -- | ----------------- | ----------------- | --------------- | ----------------- |
| 1  | 25 avril 2012     | 978-4-7575-3575-6 | 13 février 2014 | 978-2-35592-628-0 |
| 2  | 25 juillet 2012   | 978-4-7575-3676-0 | 10 avril 2014   | 978-2-35592-661-7 |
| 3  | 25 janvier 2013   | 978-4-7575-3866-5 | 26 juin 2014    | 978-2-35592-684-6 |
| 4  | 25 juillet 2013   | 978-4-7575-3991-4 | 21 août 2014    | 978-2-35592-710-2 |
| 5  | 25 janvier 2014   | 978-4-7575-4211-2 | 9 octobre 2014  | 978-2-35592-735-5 |
| 6  | 25 juillet 2014   | 978-4-7575-4365-2 | 12 février 2015 | 978-2-35592-779-9 |
| 7  | 25 novembre 2014  | 978-4-7575-4479-6 | 2 juillet 2015  | 978-2-35592-837-6 |
| 8  | 10 juillet 2015   | 9784757547001     | 14 janvier 2016 | 978-2-35592-909-0 |
| 9  | 25 décembre 2015  | 978-4-7575-4842-8 | 17 mars 2016    | 978-2-35592-926-7 |
| 10 | 25 mars 2016      | 978-4-7575-4922-7 | 13 octobre 2016 | 979-10-327-0000-6 |
| 11 | 24 septembre 2016 | 978-4-7575-5106-0 | 11 mai 2017     | 979-10-327-0083-9 |
| 12 | 25 avril 2017     | 978-4-7575-5335-4 | 17 août 2017    | 979-10-327-0099-0 |
| 13 | 25 octobre 2017   | 978-4-7575-5507-5 | 31 mai 2018     | 979-10-327-0259-8 |
| 14 | 25 avril 2018     | 978-4-7575-5701-7 | 21 février 2019 | 979-10-327-0388-5 |
| 15 | 24 novembre 2018  | 978-4-7575-5924-0 | 29 août 2019    | 979-1032704455    |
| 16 | 24 août 2019      | 978-4757562592    | 20 février 2020 | 979-1032705643    |

## Anime
L'adaptation en anime est annoncée en juillet 2015. La série est produite au sein de Studio 3Hz avec une réalisation de Kanta Kamei et un scénario de Shōtarō Suga. Elle est diffusée à partir du 10 janvier 2016 sur Tokyo MX au Japon et en simulcast sur Wakanim dans les pays francophones.